# Satyrichthys lingi
Satyrichthys lingi är en fiskart som först beskrevs av Whitley, 1933.  Satyrichthys lingi ingår i släktet Satyrichthys och familjen Peristediidae. Inga underarter finns listade i Catalogue of Life.